# Liste bekannter Mitarbeiter des Hessischen Rundfunks
Nachstehend eine Liste mit bekannten Mitarbeitern des Hessischen Rundfunks:
A
- Nicole Abraham, Hörfunkmoderatorin
- Jan Ackermann, Hörfunkmoderator
- Constanze Angermann
- Lidia Antonini, Musikredakteurin
- Susann Atwell

B
- Hedy Ballier, Hörfunkmoderatorin
- Dorothée Bamberger, Fernsehjournalistin
- Ernst Waldemar Bauer †
- Lothar Bauerochse, Hörfunkmoderator
- Daniella Baumeister, Hörfunkmoderatorin
- Willy Berking †
- Uwe Beutler, Hörfunkmoderator
- Angelika Bierbaum, Hörfunkmoderatorin
- Heiner Boehncke
- Sabine Böhmer, Redaktion Wissenschaft
- Andreas Bomba
- Jörg Bombach
- Kurt Bong
- Georg Borufka †, Fernsehredakteur
- Heike Borufka
- Sabine Boyda, Fernsehansagerin
- Anne Brüning, Fernsehmoderatorin
- Manfred Buchwald †
- Detlef Budig
- Meinolf Bunsmann, Hörfunkmoderator
- Andreas Bursche

C
- Roberto Cappelluti
- Liesel Christ †
- Andreas Clarysse, Fernsehjournalist
- Hans-Werner Conrad, Fernsehdirektor

D
- Rainer Dachselt, Hörfunkmoderator und Autor
- Werner Damm †
- Eva Demski
- Hülya Deyneli
- Laura Di Salvo
- Barbara Dickmann
- Petra Diebold, Hörfunkmoderatorin
- Sarah Dippel
- Ernst-Jürgen Dreyer †

E
- Sebastian Eck, Sprecher und Hörfunkmoderator
- Jörg Eckrich †, Hörfunkmoderator
- Rüdiger Edelmann
- Ingrid El Sigai
- Sabine Elke, Fernsehredakteurin
- Jürgen Emig
- Anna Engel, Hörfunkmoderatorin
- Heinz Erle †

F
- Metin Fakıoğlu
- Petra Fehrmann
- Angela Fitsch, Hörfunkmoderatorin
- Peter Frankenfeld †
- Michel Friedman
- Adolf Frisé †
- Christoph Maria Fröhder †
- Susanne Fröhlich
- Tim Frühling
- Ruth Fühner, Hörfunkmoderatorin und Autorin
- Karen Fuhrmann, Hörfunkmoderatorin
- Dagmar Fulle, Hörfunkmoderatorin und -redakteurin

G
- Andreas Gerlach, Nachrichtensprecher
- Kristin Gesang
- Oliver Glaap, Hörfunkjournalist
- Inka Gluschke, Hörfunkmoderatorin
- Claus Gnichwitz, Hörfunkmoderator
- Rob Green
- Marianne Grewe-Partsch †
- Martin Grunenberg, Hörfunkmoderator
- Bernhard Grzimek †
- Elmar Gunsch †
- Uwe Günzler †

H
- Christoph Habusta, Hörfunkmoderator
- Sissi Hajtmanek
- Wolfgang Hammerschmidt †
- Daniel Hartwich
- Martin Hecht
- Helge Heckmann, Hörfunkmoderator
- Wolfgang Hellmann †
- Klaus Hensel
- Markus Hertle, Musikredakteur
- Heinz Günter Heygen
- Andreas Hieke
- Sascha Hingst
- Philipp Hofmeister
- Otto Höpfner †
- Ulrike Holler
- Ralf Hübner
- Robert Hübner
- Julia Hurtzig, Hessenschau-Redakteurin
- Olaf Hudtwalcker †

J
- Klaus-Rainer Jackisch
- Martin Jente †
- Artur Jerger, Verwaltungsdirektor
- Luc Jochimsen
- Daniel Johé
- Botho Jung †

K
- Gert Kalow †
- Tobias Kämmerer
- Peter Kemper
- Simone Kienast, Fernsehmoderatorin
- Frank Klaas, Hörfunkmoderator
- Holger Klein
- Peter Knorr
- Michael Köberle
- Anja Kohl
- Christine Kolb, Fernsehmoderatorin
- Jürgen Kolb
- Jens Kölker
- Thomas Koschwitz
- Sonya Kraus
- Thomas Kreutzmann
- Julia Krittian
- Wolfhard Kuhlins †, Sportreporter
- Volker Kühn
- Hans-Joachim Kulenkampff †
- Marion Kuchenny, Hörfunkmoderatorin
- Hanne Kulessa †
- Jascha Küllmer, Hörfunkmoderator

L
- Peter Lack
- Sascha Lapp
- Frank Lehmann
- Werner Lohr
- Sven Lorig
- Stefanie Ludwig

M
- Albert Mangelsdorff †
- Emil Mangelsdorff †
- Thomas Balou Martin
- Heike Maurer
- Gustl Mayer
- Alf Mentzer, Literaturredakteur
- Fred Metzler †
- Günther Meyer, Regisseur und Produktionschef
- Dieter Möller, Korrespondent und TV-Moderator
- Klaus Möller †
- Mathias Münch

N
- Petra Neftel
- Hilde Nocker †
- Heike Nocker-Bayer, Fernsehansagerin
- Reno Nonsens †

O
- Mike Oeske, Nachrichtensprecher und -redakteur
- Ulrich Olshausen
- Anke Oldewage, Hörfunkmoderatorin
- Dietmar Ossenberg

P
- Petra Pascal
- Ramona Petrov, Fernsehredakteurin
- Hanna Pfeil †
- Jens Pflüger

R
- Kirsten Rademacher, Fernsehjournalistin
- Thomas Ranft
- Jürgen Rasper, Hörfunkmoderator
- Hans-Joachim Rauschenbach †
- Volker Rebell
- Martina Regel, Hörfunkmoderatorin
- Fritz Reichardt, Hörfunkmoderator
- Gaby Reichardt
- Franziska Reichenbacher
- Klaus Reichert
- Werner Reinke
- Tanja Rösner, Hörfunkmoderatorin

S
- Ali Sadrzadeh, Hörfunkjournalist
- Sabine Sänger, Fernsehansagerin
- Heinz Sauer
- Claudia Sautter, Hörfunkjournalistin
- Esther Schapira
- Heinz Schenk †
- Hans-Joachim Scherbening †
- Michaele Scherenberg
- Claudia Schick
- Stefan Schiebelhuth
- Martin Schlabs, Nachrichtensprecher
- Werner Schlierike, Hörfunkjournalist
- Carmen Schmalfeldt
- Caren Schmidt, Fernsehmoderatorin
- Hans Karl Schmidt, Hörfunkmoderator
- Wolf Schmidt †
- Klaus-Peter Schmidt-Deguelle
- Tom Schneider, Fernsehkorrespondent ARD-Hauptstadtstudio
- Wilfried F. Schoeller
- Heinz Schönberger †
- Cécile Schortmann
- Marco Schreyl
- Bernd Schröder
- Jens Schulenburg
- Uwe Schultz
- Martin Maria Schwarz
- Florian Schwinn
- Gert Scobel
- Frank Seidel, Hörfunkmoderator
- Jennifer Sieglar
- Barbara Siehl
- Hans-Helmut Sievert, Nachrichtensprecher
- Hans-Joachim Sobottka †, Hörfunkmoderator
- Noah Sow
- Theodor Steiner †
- Cora Stephan
- Dolf Sternberger †
- Wilhelm von Sternburg
- Susanne Stichler
- Ernstalbrecht Stiebler
- Karl-Heinz Stier, Fernsehjournalist
- Edelgard Stößel, Fernsehansagerin

T
- Alois Theisen, Fernsehredakteur
- Petra Theisen, Fernsehmoderatorin
- Karin Tietze-Ludwig
- Imke Turner
- Julia Tzschätzsch, Hörfunk- und Fernsehmoderatorin

U
- Fritz Umgelter †
- Selma Üsük

V
- Hanns Verres †
- Kai Völker, Hörfunkmoderator
- Dieter Voss

W
- Dirk Wagner, Hörfunkjournalist
- Klaus Walter
- Andreas-Peter Weber
- Holger Weinert
- Claudia Weisbart, Fernsehansagerin
- Karl-Heinz Wellmann
- Ute Wellstein, Leiterin Landesstudio Wiesbaden
- Jan Weyrauch
- Britta Wiegand
- Jörg Wiegand †
- Rainer Witt †
- Lia Wöhr †
- Ror Wolf
- Gert Wolff, Hörfunkmoderator
- Werner Wunderlich

Z
- Peter Zudeick